# Brevoortia
Brevoortia — рід риб родини оселедцевих (Clupeidae). Рід містить шість видів.

## Назва
Рід названо на честь американського іхтіолога і бібліотекаря Джеймса Карсона Бревурта (1818—1887).

## Поширення
Рід поширений на півдні Атлантики біля узбережжя Південної Америки.

## Види
- Brevoortia aurea (Spix & Agassiz, 1829)
- Brevoortia gunteri Hildebrand, 1948
- Brevoortia patronus Goode, 1878
- Brevoortia pectinata (Jenyns, 1842)
- Brevoortia smithi Hildebrand, 1941
- Brevoortia tyrannus (Latrobe, 1802)